# Louise von Stedingk
Louise Regine Isabella von Stedingk, född von Haxthausen 29 januari 1803 i Kristiania i Danmark-Norge, död 16 mars 1874 i Stockholm, var en dansk-norsk hovdam. 

## Biografi
Louise von Stedingk var dotter till danska statsrådet och generallöjtnanten Frederik Gottschalck Haxthausen den yngre och Cathrine Oldenburg (1765–1843). Hon gifte sig 18 januari 1825 på Stockholms slott med den svenska generallöjtnanten och överkammarherren greve Ludvig von Stedingk (1794–1875). Hon var mor till Eugène von Stedingk. 
Louise von Stedingk var som ogift stiftsjungfru i Vallø stift i Danmark. Hon var 1823–1825 hovfröken till Sverige-Norges kronprinsessa Josefina av Leuchtenberg. Hon anställdes sedan hos drottning Desideria hos vilken hon var statsfru 1829–1853, hovmästarinna 1853–1859 och överhovmästarinna 1859–1860.